# تکیاته بن یوسف
تکیاته بن یوسف (انگلیسی: Tekiath Ben Yessouf؛ زادهٔ ۱۳ سپتامبر ۱۹۹۱) تکواندوکار زن دسته ۵۷ کیلوگرم اهل نیجر است که در مجموع در بازی‌های آفریقایی و مسابقات قهرمانی آفریقا برندهٔ ۱ مدال نقره و ۱ مدال برنز شده‌است..